# Elisen-Polka
Elisen-Polka, op. 151, är en polka-française av Johann Strauss den yngre. Den framfördes första gången den 7 maj 1854 i Volksgarten i Wien.

## Historia
Verket var den första så kallade "polka-française"" som Johann Strauss den yngre komponerade. Under 1850-talet blev genren populär i Wiens många balsalar. Den var en fransk variant av den böhmiska polkan och var jämförelsevis mer elegant och smidig. Strauss skulle skriva runt 50 stycken sådana polkor. 
Elisen-Polka spelades första gången vid en utomhuskonsert i Volksgarten i Wien den 7 maj 1854. Titeln var förmodligen inspirerad av en ung societetsdam i Wien med namnet Elise. Strauss mamma Anna hade gärna sett sonen Johann gifta sig med Elise. Men troligen hade Strauss känslor för den unga damen svalnat avsevärt med åren, ty 1859 skrev han till Olga Smirnitzkaja, sin nya ryska kärlek: "När min mamma nu har kommit till slutsatsen att Elise inte kan göra mig lycklig, kommer hon försöka bli av med familjen på ett känsligt och artigt sätt. Min mamma gör allt för mig...".

## Om polkan
Speltiden är ca 3 minuter och 28 sekunder plus minus några sekunder beroende på dirigentens musikaliska tolkning.